# Michalīs Kosidīs
Michalīs Kosidīs (in greco Μιχάλης Κοσίδης?; Salonicco, 9 febbraio 2002) è un calciatore greco, attaccante dello Zagłębie Lubin.

## Carriera

### Club
Kosidīs è cresciuto nel settore giovanile dell'AEK Atene, con cui ha firmato il primo contratto professionistico il 2 febbraio 2021. Dopo aver esordito tra i professionisti con la squadra riserve degli ateniesi (con cui continua saltuariamente a giocare nella seconda divisione greca nel corso delle stagioni 2021-2022 e 2022-2023), ha debuttato in prima squadra il 21 marzo seguente nell'incontro di Souper Ligka Ellada perso 3-1 contro il PAOK ed ha segnato il suo primo gol il 20 ottobre 2022 in Kypello Ellados contro il PAS Giannina.
Il 3 agosto 2023 è stato ceduto in prestito per una stagione al VVV-Venlo, dove ha giocato una stagione da protagonista segnando 9 reti in 34 incontri di Eerste Divisie. Il 23 luglio 2024 è passato con la stessa formula al Puszcza Niepołomice.

### Nazionale
Ha giocato con la nazionale greca Under-20.

## Statistiche
Statistiche aggiornate al 29 dicembre 2024.

### Presenze e reti nei club
| Stagione           | Squadra             | Campionato         | Campionato | Campionato | Coppe nazionali | Coppe nazionali | Coppe nazionali | Coppe continentali | Coppe continentali | Coppe continentali | Altre coppe | Altre coppe | Altre coppe | Totale | Totale | Totale |
| Stagione           | Squadra             | Comp               | Pres       | Reti       | Comp            | Pres            | Reti            | Comp               | Pres               | Reti               | Comp        | Pres        | Reti        | Pres   | Reti   |        |
| ------------------ | ------------------- | ------------------ | ---------- | ---------- | --------------- | --------------- | --------------- | ------------------ | ------------------ | ------------------ | ----------- | ----------- | ----------- | ------ | ------ | ------ |
| 2021-2022          | AEK Atene B         | SL2                | 22         | 4          | -               | -               | -               | -                  | -                  | -                  | -           | -           | -           | 22     | 4      |        |
| 2022-2023          | AEK Atene B         | SL2                | 9          | 4          | -               | -               | -               | -                  | -                  | -                  | -           | -           | -           | 9      | 4      |        |
| Totale AEK Atene B | Totale AEK Atene B  | Totale AEK Atene B | 31         | 8          |                 | -               | -               |                    | -                  | -                  |             | -           | -           | 31     | 8      |        |
| 2020-2021          | AEK Atene           | SL                 | 6          | 0          | CG              | 1               | 0               | -                  | -                  | -                  | -           | -           | -           | 7      | 0      |        |
| 2021-2022          | AEK Atene           | SL                 | 2          | 0          | CG              | 1               | 0               | UECL               | 0                  | 0                  | -           | -           | -           | 3      | 0      |        |
| 2022-2023          | AEK Atene           | SL                 | 2          | 0          | CG              | 3               | 1               | -                  | -                  | -                  | -           | -           | -           | 5      | 1      |        |
| Totale AEK Atene   | Totale AEK Atene    | Totale AEK Atene   | 10         | 0          |                 | 5               | 0               |                    | 0                  | 0                  |             | -           | -           | 15     | 0      |        |
| 2023-2024          | VVV-Venlo           | 1D                 | 34         | 9          | CO              | 2               | 0               | -                  | -                  | -                  | -           | -           | -           | 35     | 9      |        |
| 2024-2025          | Puszcza Niepołomice | EK                 | 17         | 6          | CP              | 3               | 1               | -                  | -                  | -                  | -           | -           | -           | 20     | 7      |        |
| Totale carriera    | Totale carriera     | Totale carriera    | 92         | 23         |                 | 9               | 2               |                    | 0                  | 0                  |             | -           | -           | 101    | 25     |        |

## Palmarès

### Club

#### Competizioni nazionali
- Campionato greco: 1

AEK Atene: 2022-2023
- Coppa di Grecia: 1

AEK Atene: 2022-2023